# Wadi Hammamat
Das Wadi Hammamat ist eines von vielen Wadis oder ausgetrockneten Schluchten in den felsigen Bergen der Arabischen Wüste. Es bildet den zentralen Teil einer der wichtigsten Routen zwischen dem Nil und dem Roten Meer. 

## Geographie

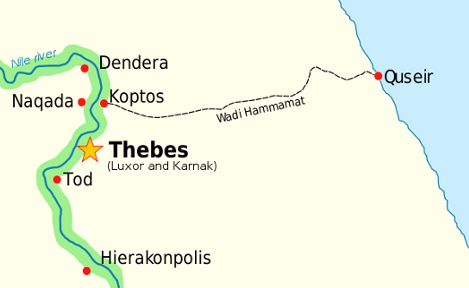
Route durch das Wadi Hammamat von Koptos bis al-Qusair

Das Wadi erstreckt sich von der römischen Wegstation bei Bir Hammamat bis zum natürlichen Durchgang in den Bergen bei Bir Umm Fawakhir und liegt etwa sechzig Kilometer von Koptos und al-Qusair (Myos Hormos) entfernt. Es liegt auf einer der kürzesten Routen zwischen Nil und Rotem Meer und wurde über die Jahrtausende hinweg entsprechend genutzt. Davon zeugen viele antike Ruinen, Lagerplätze, hunderte von Felsinschriften und Graffiti sowie antike Bergbaustätten und Steinbrüche. Im Altertum wurde hier überwiegend grüner breccia verde antica und bechen-Stein abgebaut.

## Inschriften
Die meisten gefundenen Inschriften sind hieroglyphisch und wurden auf die glatten Südostfelsen nahe den Hauptsteinbrüchen für bechen gemeißelt. Sie sind häufig Min – dem Gott von Koptos und der Wüste – oder der göttlichen Triade von Koptos (Isis, Horus und Harpokrates) gewidmet. Gelegentlich gehören zu den Texten auch Opferszenen oder Bilder der Götter. Die Häufigkeit der dargestellten Gottheiten ist dabei von Epoche zu Epoche unterschiedlich. Im Neuen Reich wurde verstärkt Amun-Re angebetet, in römischer Zeit Isis und Hathor, sowie Horus/Harpokrates und Amun/Pan.
Andere Inschriften tragen die Namen und Titel von Expeditionsleitern, häufig zusammen mit den Namen von Pharaonen. Manchmal finden sich auch Details über die Expeditionen, wie z. B. die Anzahl der teilnehmenden Personen oder das Hauptziel der Expedition. Derartige Inschriften haben für die Geschichtsforschung eine große Wichtigkeit, da sie historische Aufzeichnungen für königliche Aktivitäten eines gegebenen Jahres darstellen.

## Geschichte

### Prädynastik
Bei den ältesten gefundenen Überresten handelt es sich um Petroglyphen aus der späten prädynastischen Zeit, die unmittelbar nordöstlich der bechen-Steinbrüche entdeckt wurden. Sie zeigen Jäger, Tierfallen, Straußvögel, Gazellen und anderes Wild. Sie weisen große Ähnlichkeiten mit Darstellungen auf Töpferwaren aus Gerzeh auf und werden ins vierte Jahrtausend v. Chr. datiert.
Die Vielfalt der dargestellten Tier- und Pflanzenwelt deutet darauf hin, dass die Ostwüste in der späten Vorgeschichte ein Feuchtgebiet war und von mehr Tieren und Pflanzen bewohnt wurde als heute.

### Altes Reich
Die ersten hieroglyphischen Inschriften stammen von Steinbruchexpeditionen aus dem Alten Reich. Sie nennen die Könige Chephren, Mykerinos, Radjedef, Sahure und Unas. Pepi I. aus der 6. Dynastie ist mit acht Graffiti besonders häufig vertreten.
Es existieren auch Graffiti aus der Ersten Zwischenzeit, deren Chronologie jedoch noch nicht geklärt ist.

### Mittleres Reich
Die meisten und aussagekräftigsten Inschriften stammen aus dem Mittleren Reich. Aus der 11. Dynastie sind Mentuhotep II., Mentuhotep III. und Mentuhotep IV. mit insgesamt dreißig Texten vertreten. Mentuhotep III. entsendete eine Expedition mit 3000 Mann, um ein Schiff nach Punt für Weihrauch und andere exotische Güter abzuschicken. Die Mannschaft nutzte die Rückkehr, um gleichzeitig bechen-Stein für königliche Statuen abzubauen.

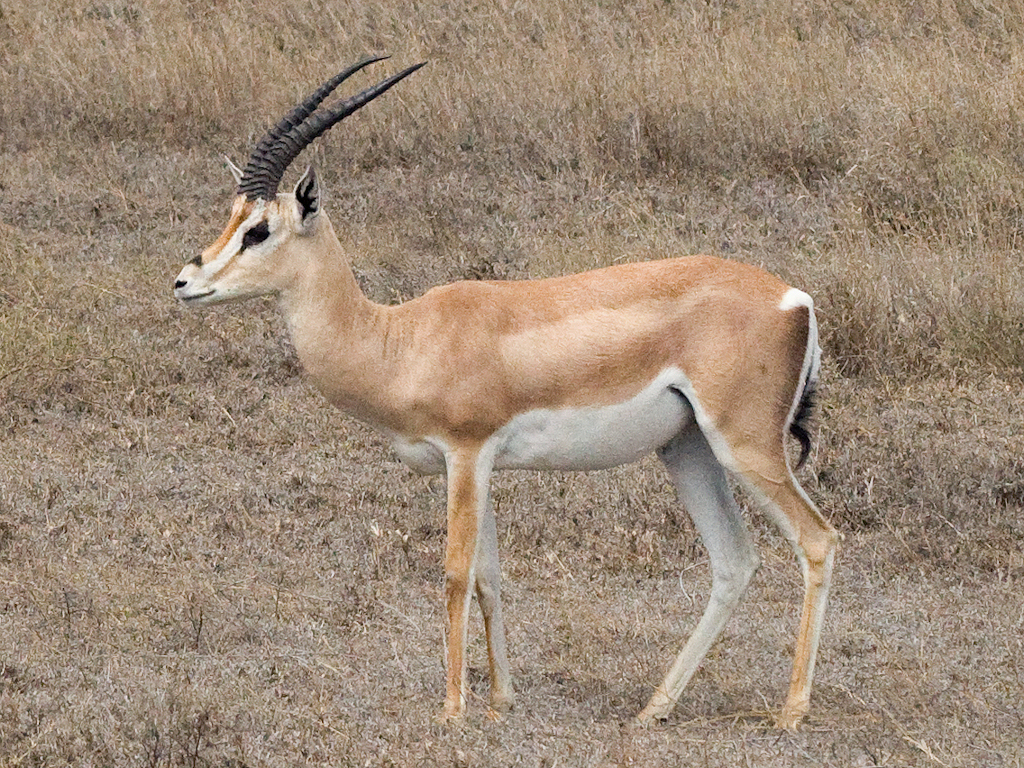
Gazelle

Von Mentuhotep IV. existieren sehr ausführliche Inschriften, die als die wichtigsten Aufzeichnungen seiner kurzen Regierungszeit gelten. Sie berichten von einer 10.000 Mann starken Entsendung, die einen Sarkophag samt Deckel zurückbringen sollte. Die Expedition wurde durch das „Gazellenwunder“ berühmt, bei dem eine fliehende Gazelle erschöpfte und ihr Junges genau auf dem Block gebar, der für den König bestimmt war. Ein anderes Wunder der Expedition war das sogenannte „Brunnenwunder“ (oder „Regenwunder“), bei dem eine seltene plötzliche Regenflut einen Brunnen mit sauberem Wasser preisgab. Leiter der Expedition war der Wesir Amenemhet, der wahrscheinlich später als Amenemhet I. den Thron bestieg.
Unter Sesostris I. gab es eine weitere Expedition, bei der 17.000 Mann entsendet wurden um Steine für sechzig Sphinge und 150 Statuen zu brechen.
Aus der Zweiten Zwischenzeit sind die Könige Sobekhotep IV. und Sobekemsaf I. bezeugt.

### Neues Reich

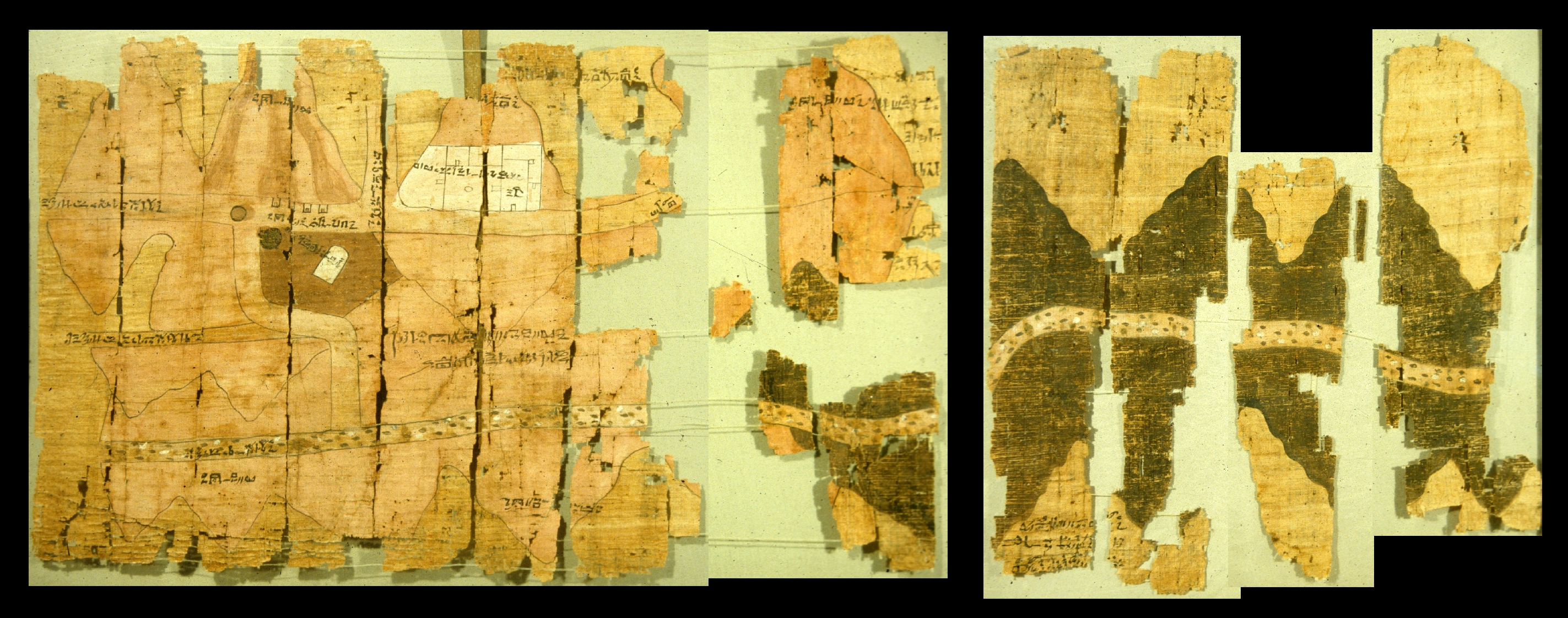
Linke Hälfte des Turiner Lagerstätten-Papyrus

Vom Beginn des Neuen Reiches bis zur Ramessidenzeit finden sich lediglich Namen und Titel von Ahmose I., Amenhotep II., Amenhotep IV., Sethos I., Ramses II. und Sethos II. Es wird vermutet, dass die berühmte Punt-Expedition von Königin Hatschepsut weiter nördlich durchs Wadi Gasus stattfand. Der auffälligste Bezug zum Wadi Hammamat im Neuen Reich stellt der Turiner Lagerstätten-Papyrus aus der Zeit von Ramses IV. dar. Dabei handelt es sich um eine Karte, die den Weg zu den bekannten bechen-Steinbrüchen, sowie zu den Gold- und Silberminen weiter östlich zeigt.

### Dritte Zwischenzeit und Spätzeit
Aus der Dritten Zwischenzeit und der Spätzeit stammen Inschriften von Schabaka, Amenirdis I., Taharqa, Psammetich I., Psammetich II., Necho II., Amasis, Kambyses II., Dareios I., Xerxes I. und Artaxerxes I.
Die letzten hieroglyphischen Inschriften nennen Nektanebos II. aus der 30. Dynastie. Weitere Aufzeichnungen erfolgten in demotisch und finden sich im nahegelegenen Paneion.

### Ptolemäer
Unter den Ptolemäern stieg das Interesse an den Wüstenrouten zum Roten Meer und nach Ostafrika wieder stark an und wurde teilweise durch den erhöhten Bedarf an Kriegselefanten angetrieben, die für Auseinandersetzungen mit den Königen des Seleukidenreichs in Syrien benötigt wurden.
Zwar wurde der Steinabbau verringert, jedoch wurden die Wüstenrouten einschließlich des Wadi Hammamat und der Berenike-Strecken ausgebaut und mit neuen Brunnen oder Zisternen, sowie Wegstationen ausgestattet.

### Römische Zeit
Die römischen Herrscher bauten auf der ptolemäischen Infrastruktur auf und dehnten den Wüstenhandel weiter aus. Zum römischen Straßensystem gehörte die befestigte Hydreuma beim Bir Hammamat, der gut erhaltene, teilweise wieder aufgebaute, kreisförmige Brunnen und sichtverbundene Signaltürme auf den Bergspitzen entlang der Hammamat-Route. Mit Hilfe von Kamelkarawanen, großen Forschungsschiffen und kürzlich erworbenen Wissen über Monsune, segelten sie nach Afrika, möglicherweise bis nach Dar-es-Salaam, Aden und der Gewürzküste, zu einer regelmäßigen Basis.
Die Gewinnung von bechen-Stein war in der römischen Zeit nicht mehr sehr intensiv, dafür baute man umso häufiger breccia verde antica ab, wovon noch große, rau gehauene, aber aufgegebene Blöcke zeugen. Allerdings errichtete man bei den bechen-Steinbrüchen einen sorgfältig gebauten Tempel mit einigen Seitenräumen, der dank eines beschrifteten Naos in die Zeit von Tiberius datiert werden konnte. Weiterhin fanden sich Graffiti-Aufzeichnungen von Augustus, Nero, Titus, Domitian, Antonius, Maximus und vielleicht Hadrian.
Zum Ende des zweiten Jahrhunderts werden die Aufzeichnungen immer spärlicher, vermutlich da im Römischen Reich viele interne Schwierigkeiten auftraten. Der kostspielige und weit entfernte Handel im Roten Meer und die Wüstenrouten waren nur noch schwer aufrechtzuerhalten. Die Steinbrüche wurden aufgegeben, ebenso wie die zugehörigen Häuser, Tempel und Schreine.

### Byzantinische Zeit und Mittelalter
In der byzantinischen Zeit entstanden einige Städte und Festungen bei Abu Sha’ar, Berenike und Bir Umm Fawakhir. Der mittelalterliche Handel und die Pilgerwege führten entweder nördlich durchs Wadi Qina oder durchs Wadi Qash im Süden. Im dreizehnten bis vierzehnten Jahrhundert bauten die Mameluken einen Hafen bei Quseir al-Qadim.